# Flugfélag Íslands

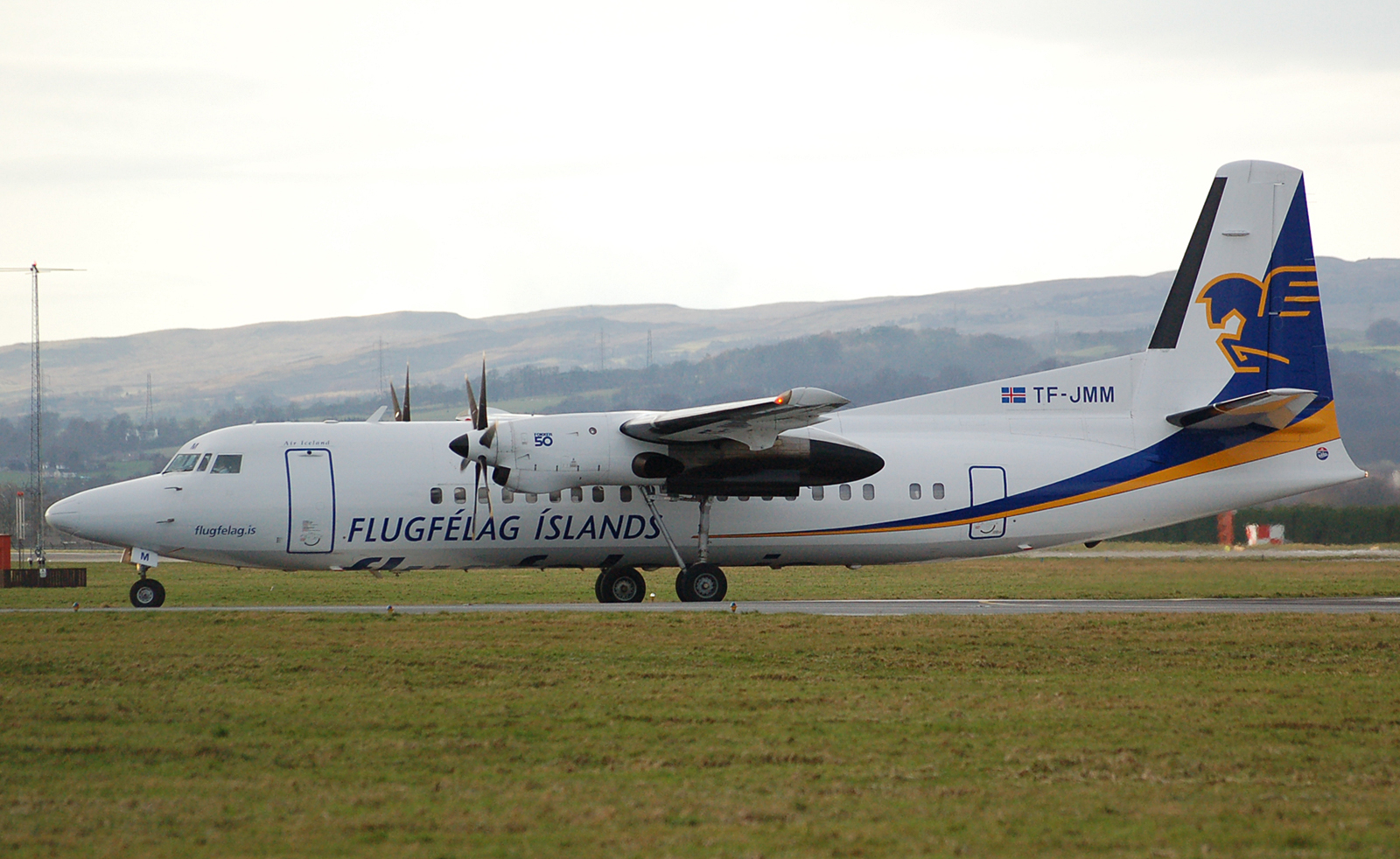
Air Iceland Fokker 50

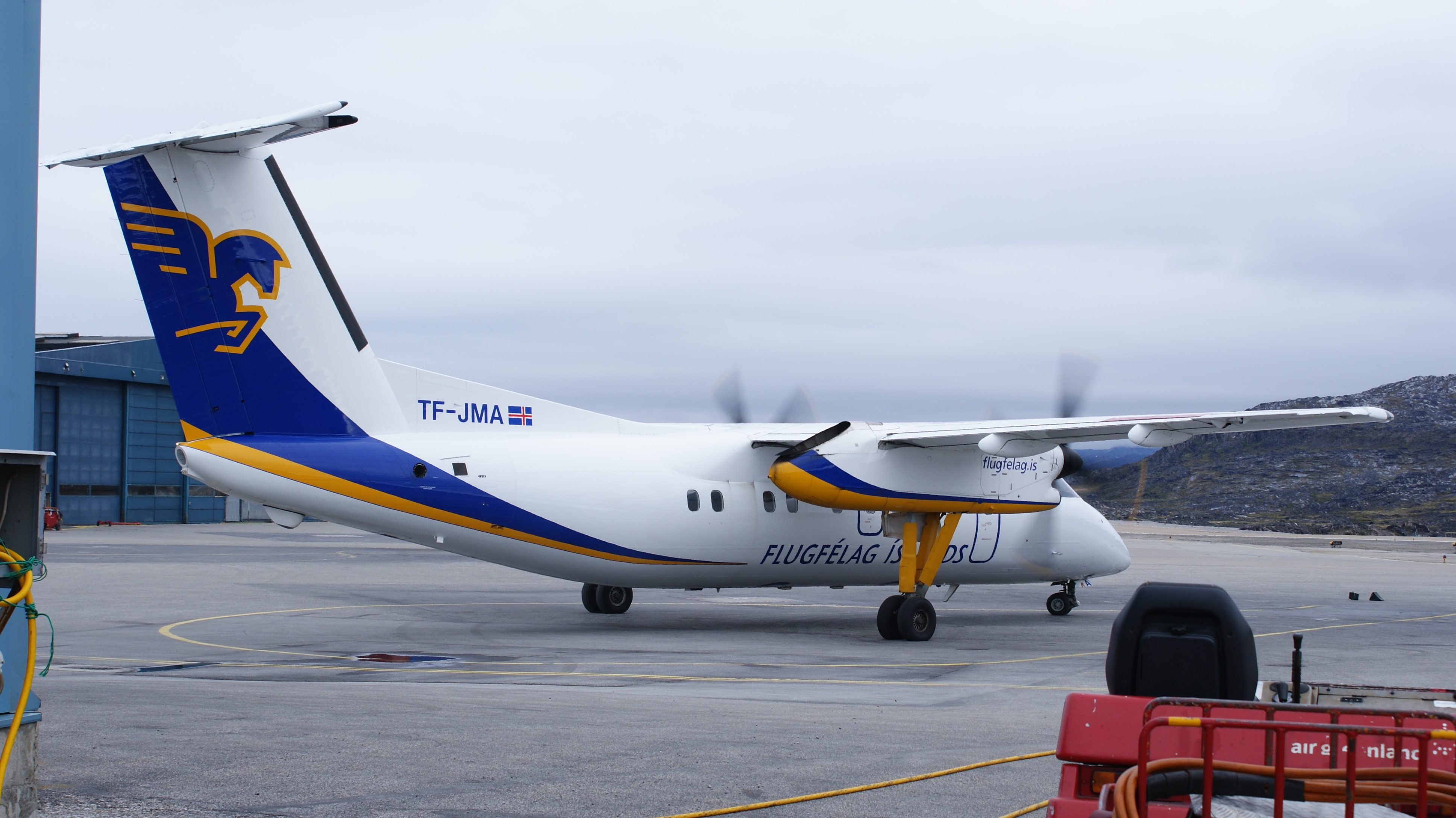
Air Iceland Dash 8-100 i Ilulissat

För det tidigare Flugfélag Íslands (1940-1979), sammanslaget 1979 med Loftleiðir till Flugleiðir/Icelandair, se Icelandair
Flugfélag Íslands eller Air Iceland (IATA: NY, ICAO: FNA) är ett regionalt flygbolag med bas i Reykjavik i Island. Företaget bedriver flygtrafik inrikes och till Grönland och Färöarna. Huvudflygplatserna är Reykjaviks flygplats och Akureyri flygplats.

## Historia
Flygbolaget grundades i Akureyri av Tryggvi Helgason som Norðurflug och blev aktiebolag under namnet Flugfélag Norðurlands den 1 maj 1975. En sammanslagning med Icelandairs inrikestransport och Norlandair (Flugfélag Nordurlands) resulterade i dagens namn 1997. 

## Destinationer
Air Iceland sköter transport till följande destinationer (juni 2010):
- Inrikes: Akureyri, Egilsstaðir, Grímsey, Ísafjörður, Reykjavik, Þórshöfn och Vopnafjörður
- Internationellt: Torshamn på Färöarna samt Ilulissat, Nuuk, Narsarsuaq, Kulusuk och Ittoqqortoormiit i Grönland

## Flotta
Air Iceland hade i juni 2010 en flotta på följande flygplan:
- 6 Fokker 50
- 2 Bombardier Dash 8-106